# Independence (condado de Inyo)
Para la localidad con el mismo nombre del Condado de Calaveras, véase Independence (condado de Calaveras).

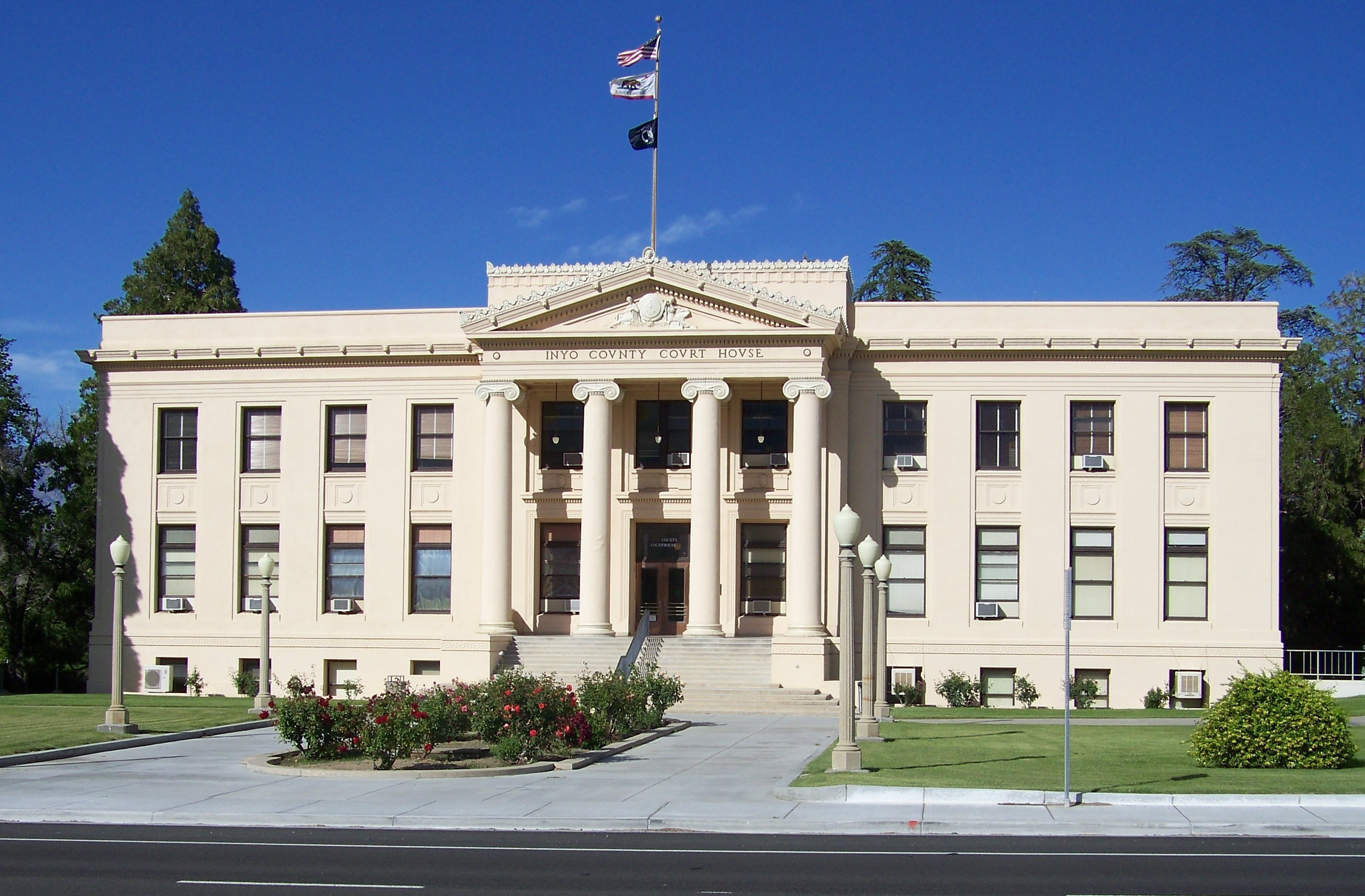
Palacio de Justicia del condado de Inyo

Independence es un lugar designado por el censo situado en el condado de Inyo, en el estado estadounidense de California. En el censo del año 2010 tenía una población de 669 habitantes. Tiene una población estimada, en 2019, de 603 habitantes.

## Geografía
Se encuentra ubicada a lo largo de la U.S. Route 395, la principal arteria de sentido norte-sur en el Valle Owens, conectándose con Inland Empire hasta Reno, Nevada. La US 395 también conecta a Independence con Los Ángeles vía la Ruta Estatal 14 hasta Palmdale. Según la Oficina del Censo, la ciudad tiene un área total de 12.61 km². Solo una superficie de 0.007 km² es agua.

## Demografía
Los ingresos medios por hogar en la localidad eran de $37,500, y los ingresos medios por familia eran $45,781. Los hombres tenían unos ingresos medios de $41,736 frente a los $29,688 para las mujeres. La renta per cápita para el condado era de $20,535. Alrededor del 6.0% de la población estaban por debajo del umbral de pobreza.